# 基里尔·伊利亚申科
基里尔·费奥多罗维奇·伊利亚申科，（俄语：Кирилл Фёдорович Ильяшенко，1915年5月27日—1980年4月21日），乌克兰人，苏联政治人物。曾任摩尔达维亚苏维埃社会主义共和国部长会议副主席、最高苏维埃主席团主席兼苏联最高苏维埃主席团副主席等职务。

## 生平
- 1915年5月27日出生于波多利亚省利佩茨克村的一个农民家庭。1939年毕业于蒂拉斯波尔教育学院数理学系。
- 1940年2月-1945年，苏联红军服役，先后在西部、西南、第3乌克兰、北高加索方面军参加战斗。1945年加入联共（布）。
- 1945年-1946年，《摩尔达维亚社会主义者报》编辑、编辑部主任。
- 1946年-1948年，摩共（布）中央委员会讲师、部门负责人。
- 1948年-1951年，摩共（布）中央宣传鼓动部副部长。
- 1951年-1953年，摩共中央文艺委员会、教育委员会主任。
- 1953年-1962年，摩共中央文艺和教育部长。
- 1962年-1963年4月，摩尔达维亚苏维埃社会主义共和国国家科研委员会主席兼部长会议副主席。
- 1963年4月-1980年4月，摩尔达维亚苏维埃社会主义共和国最高苏维埃主席团主席。期间，1966年8月-1980年4月，苏联最高苏维埃主席团副主席。
- 1980年4月21日于基希讷乌逝世，享年64岁。葬于中央公墓。

伊利亚申科是苏共23-25大代表；第23届中央审计委员，第24-25届中央候补委员；第7届苏联最高苏维埃民族院代表，第8-10届苏联最高苏维埃联盟院代表，第4-9届摩尔达维亚苏维埃社会主义共和国最高苏维埃代表。

## 荣誉
- 两次列宁勋章
- 十月革命勋章
- 两次劳动红旗勋章
- 荣誉勋章
- 战功奖章
- 保卫高加索奖章